# M2M (音楽グループ)
M2M（エムツーエム）は、かつて活動していたマリオン・レイヴン（英: Marion Raven）とマリット・ラーセン（英: Marit Larsen）によるノルウェーの女性2人組ポップデュオである。
レイヴンとラーセンは幼なじみであり、8歳の時にはバンドを結成していた。二人は12歳の時にバンド「Marion & Mariot」としてアルバムをリリースし、このアルバムはSpelleman Awardsにノミネートされた。のちにバンド名を「M2M」と改名し、1998年にアトランティック・レコードと契約した。
1999年にシングル「Don't Say You Love Me」でメジャーデビューを果たしたが、これがM2M最大のヒット曲となり商業的成功を収めた。
2000年に発売したメジャーファースト・アルバム「Shades of Purple」は高く評価され、世界で150万枚を売り上げた。しかし「Shades of Purple」が高評価を受けたにもかかわらず、2002年リリースのセカンド・アルバム「The Big Room」は商業的には成功せず、その年のうちにM2Mは解散した。二人はそれぞれの道を歩むことになる。
解散後の2003年にアルバム「The Day You Went Away」がリリースされた。
M2Mは、200万枚以上のアルバムを売り上げている。

## 来歴
マリオン・レイヴンとマリット・ラーセンは、オスロの東部に位置するロレンスコグ（Lørenskog）の出身である。二人は5歳の頃からの幼なじみであるが、8歳の時に結成したバンドにおいては、自分たちのお気に入りであったウィリアム・リグレー・ジュニア・カンパニーのチューインガム「Hubba Bubba」をそのままバンド名にしていた。一方、アルバム「Synger Kjente Barnesauger」をリリースした時には「Marit & Marion」と名乗っており、彼女らが12歳の時に、「Synger Kjente Barnesauger」が Spellemannprisen Awardsにノミネートされた。のちに彼女らは自らのバンド名をファンから募集し、一人の少女が考えた「M2M」という名称をバンド名にした。
M2Mは曲を作りデモテープをレコード会社に送ったが、1998年にアトランティック・レコードと契約を結ぶ。
M2Mとしてファースト・シングルとなる「Don't say you love me」は、アメリカ版の『劇場版ポケットモンスター ミュウツーの逆襲』（アメリカ版タイトル　Pokémon: The First Movie,1999年）エンディングテーマとして起用され、同映画のサウンドトラックからシングルカットされたものである。ポケモンとの提携やRadio Disneyによる同シングル曲の放送などにより、ファースト・シングルは商業的に大成功を収めた。「Don't say you love me」は12か国以上でチャートインし、ノルウェーではチャート2位を獲得した。この曲はオーストラリアとアメリカでゴールドディスクに認定され、2000年にはSpellemannprisen Awardsにノミネートされた。
同年初頭にメジャーファースト・アルバムとなる「Shades of Purple」をリリース。このアルバムは好評で、ノルウェーでチャート7位、Billboard 200のチャート89位、トップ・ヒートシーカーズではチャート1位に達した。同アルバムにも収録されているセカンド・シングル「Mirror Mirror」は、アメリカでゴールドディスクを獲得している。サード・シングル「Everything You Do」は、ビルボードのDance/Electronic Singles Sales（Hot Dance Singles Sales）で21位となった。この年M2Mは、イギリスの音楽番組「トップ・オブ・ザ・ポップス」を始め数多くの番組に出演した。2000年4月になるとアーリントンハイツでの無料コンサートを取り止め、学業に専念するためノルウェーに帰国した。その後もライブなどを行い、円熟した二人はアメリカに戻り、2002年にオリエンタルな雰囲気漂うセカンド・アルバム「The Big Room」をリリースした。また、同年ジュエルのThis Wayツアーオープニングアクトに抜擢され、6月14日より参加した。

## 解散
アルバム「The Big Room」は高い評価を受けたが商業的には成功せず、アトランティック・レコードの精彩を欠いたプロモーションやキャンペーンが原因の1つであると考えられた。アメリカでおよそ10万ユニットしか売れなかった「The Big Room」の不本意な売り上げにより、7月中旬、ジュエルのツアー半ばでアトランティックにオープニングアクトを外され、その決定にショックを受けたM2Mは失意のうちにノルウェーへ帰国した。レイヴンはすぐにアトランティックからソロとしての契約を提示されたが、のちにこのオファーは取り消された。
2013年のインタビューによるとレイヴンは、「M2Mとして楽しい間は一緒にバンドを続けたいという思いが常に両者にあったが、楽しくなくなったので解散した」と語った。
2007年のインタビューで、ラーセンは解散についてこう述べた。「つまり、終わらせなければならないと私たちが決めた時にM2Mは本当に終わった。解散は静かに訪れたけれど、少しもドラマチックなものではなかった。私は本当にいいポップミュージックを作りたかったし、マリオンはロックをしたがっていたから、些細なことではあったけれど私たちは互いに異なる音楽性で引っ張り合いを始めていた。」

## 解散後
2003年にアルバム「The Day You Went Away: The Best of M2M」がリリースされた。
2005年、レイヴンは自身のソロデビューアルバムとなる「Here I Am」をリリース。2006年には、ラーセンが同じくソロデビューアルバムとなる「Under the Surface」をリリースした。
二人はそれぞれソロアーティスト「マリオン・レイヴン」、「マリット・ラーセン」として活動を続けている。
M2Mとしては、そのアルバムにおいて200万枚以上を売り上げている。

## ディスコグラフィー

### スタジオ・アルバム
| 年   | アルバム詳細                                                                                             | チャート最高位 | チャート最高位 | チャート最高位 | チャート最高位 | 認定                                                                  |
| 年   | アルバム詳細                                                                                             | NOR            | AUS            | US             | JPN            | 認定                                                                  |
| ---- | --- | -------------- | -------------- | -------------- | -------------- | --------------------------------------------------------------------- |
| 2000 | Shades of Purple - 1st スタジオ・アルバム - 発売日: 2000年3月27日 - レーベル: アトランティック・レコード | 7              | 63             | 89             | 97             | - EU: プラチナ - TH: 8× プラチナ - IND: 7× プラチナ - PH: 4× プラチナ |
| 2002 | The Big Room - 2nd スタジオ・アルバム - 発売日: 2002年3月5日 - レーベル: アトランティック・レコード      | 16             | 61             | —              | 95             | - EU: ゴールド - TH: 5× プラチナ - PH: 5× プラチナ - IND: 2× プラチナ |

### コンピレーション・アルバム
| 年   | アルバム詳細                                                                                         |
| ---- | --- |
| 2003 | The Day You Went Away: The Best of M2M - 発売日: 2003年7月8日 - レーベル: アトランティック・レコード |

### シングル
| 年   | タイトル                | チャート最高位 | チャート最高位 | チャート最高位 | チャート最高位 | チャート最高位 | チャート最高位 | チャート最高位 | チャート最高位 | チャート最高位 | チャート最高位 | チャート最高位 | 認定                   | 収録アルバム     |
| 年   | タイトル                | NOR            | AUS            | BEL            | CAN            | FRA            | NL             | NZ             | SWE            | UK             | US 100         | US Dance       | 認定                   | 収録アルバム     |
| ---- | ----------------------- | -------------- | -------------- | -------------- | -------------- | -------------- | -------------- | -------------- | -------------- | -------------- | -------------- | -------------- | ---------------------- | ---------------- |
| 1999 | "Don't Say You Love Me" | 2              | 4              | 31             | 12             | 21             | 16             | 4              | 17             | 16             | 21             | —              | - AUS: Gold - US: Gold | Shades of Purple |
| 2000 | "Mirror Mirror"         | —              | 30             | —              | 13             | —              | —              | —              | —              | —              | 62             | 18             | - US: Gold             | Shades of Purple |
| 2000 | "Everything You Do"     | —              | —              | —              | —              | —              | —              | —              | —              | —              | —              | 21             |                        | Shades of Purple |
| 2002 | "Everything"            | 6              | 27             | —              | —              | —              | —              | 44             | —              | —              | —              | —              |                        | The Big Room     |
| 2002 | "What You Do About Me"  | —              | 46             | —              | —              | —              | —              | —              | —              | —              | —              | —              |                        | The Big Room     |

## 受賞とノミネート歴
- 2000年 Spellemannprisen Awards 最優秀ポップアルバム賞、年間作品賞 ノミネート（ノミネート作品はアルバム賞「Shades of Purple」、作品賞「Don't Say You Love Me」）[33]
- 2001年 Spellemannprisen Awards 最優秀グループ賞 ノミネート
- 2001年 Mnet Asian Music Awards 最優秀インターナショナルアーティスト賞 ノミネート
- 2002年 MTV Asia Awards Favorite Pop Act ノミネート[34]

ほか